# Ван Бинст, Жильбер
Жильбе́р (Жиль) Ван Бинст (фр. Gilbert "Gille" Van Binst, 5 июля 1951, Махелен, Халле-Вилворде — 3 января 2025, Завентем, Фламандский регион) — бельгийский футболист, игравший на позиции защитника.
Наиболее известен по выступлениям за «Андерлехт», с которым стал двукратным чемпионом Бельгии, четырёхкратным обладателем Кубка Бельгии, двукратным обладателем Кубка обладателей кубков УЕФА и Суперкубка УЕФА. Бронзовый призёр чемпионата Европы 1972 года в составе национальной сборной Бельгии.

## Клубная карьера
Ван Бинст родился в бельгийском городе Махелен и начинал свою карьеру в молодёжных секциях клубов «Пёти» и «Вилворде». В 1966 году стал игроком молодёжной команды «Андерлехта», а спустя два года дебютировал за основную команду в профессиональном футболе. В составе этой команды Жильбер провёл двенадцать сезонов, приняв участие в 262 матчах чемпионата. В сезоне 1971/1972 стал основным игроком защиты команды, а в 1972 и 1974 году выиграл чемпионат Бельгии.
Также он четырежды выигрывал Кубок Бельгии, но наибольшими достижениями в карьере Ван Бинста стали европейские кампании — он дважды выиграл Кубок обладателей кубков УЕФА и столько же раз Суперкубок УЕФА. При этом оба финала Кубка обладателей кубков стали особенными для Жильбера. В финале 1976 года против «Вест Хэм Юнайтед» (4:2) он вывел команду на поле в качестве капитана, а в финале 1978 года против венской «Аустрии» (4:0) отметился дублем. Также принял участие в финале розыгрыша этого турнира 1977 года против «Гамбурга» и вышел на поле в стартовом составе, однако матч был проигран со счётом 2:0.
В течение сезона 1980/1981 годов защищал цвета клуба второго французского дивизиона «Тулуза», где играл вместе с бывшими товарищами по «Андерлехту» Аттилой Ладински и Робом Ренсенбринком и едва не заработал повышение в классе, а завершил игровую карьеру на родине в команде «Брюгге», за которую выступал в течение 1981—1983 годов. Причиной перехода в «Брюгге» Ван Бинст называл желание вернуться в Бельгию к своей жене с ребёнком, о чём впоследствии сожалел. В первом сезоне защитник выходил на поле в 30 матчах, но его команда спаслась от вылета только в последнем туре, а в своём последнем сезоне появился на поле лишь раз.

## Карьера в сборной
В составе национальной сборной Бельгии Жильбер был участником домашнего чемпионата Европы 1972 года, на котором команда завоевала бронзовые медали, но на поле не выходил и дебютировал в национальной сборной только в следующем году — 31 октября 1973 года в игре отбора на чемпионат мира 1974 года против сборной Норвегии (2:0).
Всего в течение карьеры в национальной команде, длившейся 5 лет, провёл в её форме 15 матчей, забив 1 гол.

## После футбола
В дальнейшем Ван Бинст остался в «Брюгге» и работал ассистентом в тренерском штабе Георга Кесслера. В 1984 году Кесслер покинул «Андерлехт» и стал тренером «Олимпиакоса», но Ван Бинст отказался от предложения войти в его тренерский штаб. Вместо этого футболист занялся производством смягчителей воды и в дальнейшем возглавлял несколько любительских бельгийских клубов.
После завершения карьеры Ван Бинст регулярно появлялся в средствах массовой информации, в частности, писал для журнала Sport 80, позже известного как Sport/Voetbalmagazine. В 2009 году он опубликовал книгу-бестселлер Circus Voetbal, наполненную различными забавными и яркими эпизодами футбольной карьеры. В последние годы жизни страдал от болезни Паркинсона.
Умер 3 января 2025 года в Завентеме в возрасте 73 лет.

## Достижения
«Андерлехт»
- Чемпион Бельгии (2): 1971/1972, 1973/1974
- Обладатель Кубка Бельгии (4): 1971/1972, 1972/1973, 1974/1975, 1975/1976
- Обладатель Кубка бельгийской лиги[англ.] (2): 1973, 1974
- Обладатель Кубка обладателей кубков УЕФА (2): 1975/1976, 1977/1978
- Обладатель Суперкубка УЕФА (2): 1976, 1978